# El Pozuelo
El Pozuelo – gmina w Hiszpanii, w prowincji Cuenca, w Kastylii-La Mancha, o powierzchni 41,26 km². W 2011 roku gmina liczyła 74 mieszkańców.